# 1525 w literaturze
Wydarzenia literackie w 1525 roku.

## Nowe dramaty
- zagraniczne
  - Krzysztof Hegendorfer – De duobus